# オーバーコッヘン
オーバーコッヘン (ドイツ語: Oberkochen, ドイツ語発音: [oːbɐˈkɔxn̩]) は、ドイツ連邦共和国バーデン＝ヴュルテンベルク州シュトゥットガルト行政管区のオストアルプ郡に属す市である。

## 地理

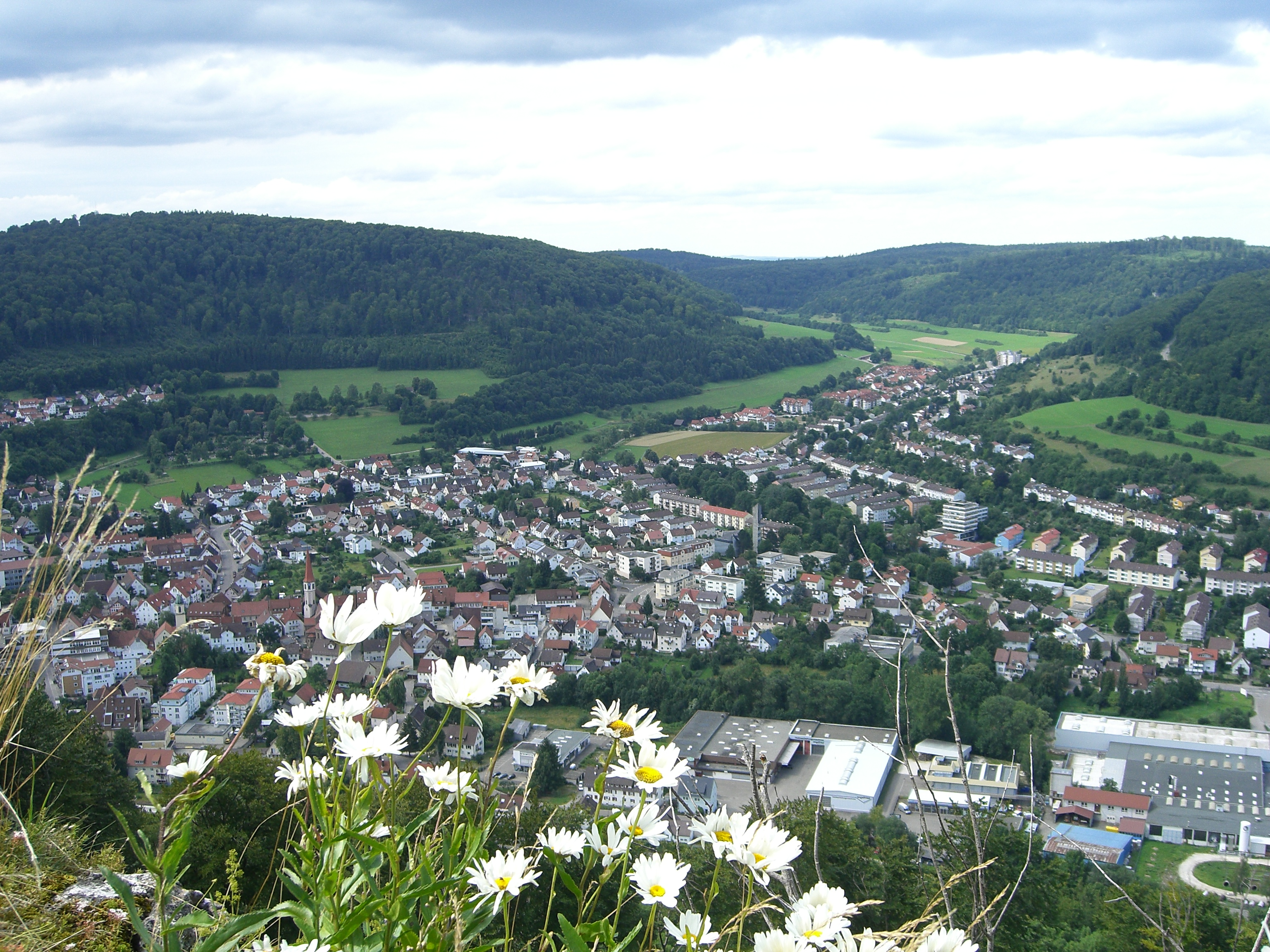
オーバーコッヘンの町並み

### 位置
オーバーコッヘンは、西と北をアルブーフ、東をヘルツフェルトに挟まれたシュヴァルツァー・コッハー川の谷とその高台に位置しており、市内でランゲルトバッハ川がシュヴェルツァー・コッハー川に注ぐ。市域内の最高地点はフォルクマールスベルクの山頂、海抜 743 m である。市のわずかに南、海抜 499.2 m のカルスト水源からコッハー川が湧出している。
本市は、事実上分離した2つの集落からなる。シュピッツタール、レンツハルデ、ブルンネンハルデを含む内市街と、約 100 m 離れた北東のハイデ市区である。

### 隣接する市町村
本市は、北と東はアーレン（オストアルプ郡）、南はケーニヒスブロン（ハイデンハイム郡）、西はエッシンゲン（オストアルプ郡）と境を接している。

### 土地利用
| 土地利用種別面積 | 農業用地 | 森林   | 住宅地 | 産業用地 | 交通用地 | 水域  | その他 |
| ---------------- | -------- | ------ | ------ | -------- | -------- | ----- | ------ |
| 面積 (km2)       | 3.53     | 16.36  | 1.16   | 0.52     | 1.06     | 0.04  | 0.88   |
| 占有率           | 15.0 %   | 69.5 % | 4.9 %  | 2.2 %    | 4.5 %    | 0.2 % | 3.7 %  |

州統計局の2019年現在のデータによる。

## 歴史
現在確認されている最も古い文献記録は、1335年1月17日付のエルヴァンゲンの土地台帳の2つの記述である。
オーバーコッヘンは、ヴュルテンベルクで初めはオーバーアムト・アーレンに属し、後にアーレン郡に属した。1973年の郡の再編によって新しいオストアルプ郡に編入された。
オーバーコッヘンは、1968年に市に昇格した。

## 住民

### 人口推移
オーバーコッヘンは、歴史的背景によるものでなく、本来必要な人口1万人を超えたわけでもないにもかかわらず、1968年に市に昇格した。この集落の人口は第二次世界大戦終結後、3千人強から1961年には8千人近くにまで急速に増加した。これは占領国アメリカによってカール・ツァイス・コンツェルンがイェーナから移転させられた事による。当時のボッシュ市長も所轄の役所も、人口はさらに増加し、必要なレベルの1万人を増加すると予測していたため、市への昇格が申請され、認可された。しかし、人口は1万人に達しなかった。市への昇格後人口はわずかながら減少し、再び8,000人弱となった。
第二次世界大戦後の新しく転入した住民の多くはイェーナから企業とともに移り住んだ人々であった。また、カール・ツァイスは世界最大の光学コンツェルンへ急速に拡大したため、労働者の激しい流入をもたらした。
| 年   | 人口（人） |
| ---- | ---------- |
| 1880 | 1,202      |
| 1925 | 1,512      |
| 1939 | 2,002      |
| 1950 | 3,681      |
| 1961 | 7,979      |
| 1970 | 8,648      |
| 1980 | 8,118      |
| 1990 | 8,446      |
| 1995 | 8,592      |
| 2000 | 8,271      |
| 2005 | 8,206      |
| 2010 | 7,816      |
| 2015 | 7,761      |

### 宗教
オーバーコッヘンは、14世紀から領主上は分割されていた: 大部分がエルヴァンゲン修道院、小さな部分をケーニヒスブロン修道院が領していた。こうした事情を背景に、宗教改革の時代に、ケーニヒスブロン地区は1536年から1553年にヴュルテンベルクとともに福音主義に改宗しヴュルテンベルク福音主義州教会に属したが、エルヴァンゲン地区はカトリックに留まった。こうした村の分離は権利上の問題や紛争をたびたび引き起こした。この状況は、1749年にエルヴァンゲンとヴュルテンベルクとの間で締結されたいわゆるアーレン議定書 (Aalener Protokoll) で解消された。
現在のローマ＝カトリック聖ペーター=ウント=パウル教会は1900年10月25日に聖別された。これは、小さくて壊れかけていた先代のバロック教会に替わって建設されたものである。
最初の福音主義教会は1583年に完成した。1875年に同じ場所に新しい教会堂が建設された。この教会礼拝堂だった建物は現在は市立図書館になっている。第2次世界大戦後、旧ドイツ東部領土からのドイツ人追放によって、大勢の福音主義信徒避難民がこの地に移住することになった。そのため、従来の教会施設が手狭になり、オーバーコッヘン福音主義教会共同体は新たな礼拝施設として贖罪教会を、ビュルガーマイスター＝ボッシュ通りに1968年に建設した。オーバーコッヘン福音主義教会共同体はヴュルテンベルク福音主義州教会ア‐レン教会地区に属し、所属する教会員数は2015年12月の段階で約2千2百人である。

## 行政

### 議会
オーバーコッヘンの市議会は、18議席からなる。

### 紋章
図柄: 青地に3輪の金のバラが2:1に配置されている。
この紋章は1968年に認可された。紋章デザインは1404年のゲーリヒ・フォン・コッヘンによっている。彼はオーバーコッヘンの多く地所を所有していた。歴史的な配色は不明であったため、色は自由に選ばれた。

### 姉妹都市
- ディーヴ＝シュル＝メール（フランス語版、英語版）（フランス、カルヴァドス県）1984年
- モンテベッルーナ（イタリア、ヴェネト州）1992年
- マーテーサルカ（ハンガリー語版、英語版）（ハンガリー、サボルチ・サトマール・ベレグ県）2008年

## 経済と社会資本

### 交通
オーバーコッヘンは、長い区間にわたって交差点がないよう改良された連邦道 B19号線沿いに位置している。この道路は、オストアルプを通る自然の交通路であるコッハー川 - ブレンツ川の谷を通って北のアーレンと南のハイデンハイム・アン・デア・ブレンツとを結んでいる。最寄りのアウトバーンのインターチェンジは、A7号線（フレンスブルク - フュッセン）のエプナート（アーレン市内）近郊にあるアーレン＝オーバーコッヘン・インターチェンジで、連邦道 B19号線北へ、次いで州道 L1084号線で東へ向かい、約 11 km の距離にある。ブレンツ鉄道（アーレン - ウルム）も上述の谷を通っている。
オーバーコッヘンは、交通信号機のない唯一のドイツ都市としてギネスブックに掲載されている。
ホーエンローエ＝オストアルプ＝ヴェークは、ローテンブルク・オプ・デア・タウバーからオーバーコッヘンを通り、シュヴェービッシュ・アルプを越えてドナウ川沿いのウルムに至る広域自転車道である。

### 企業

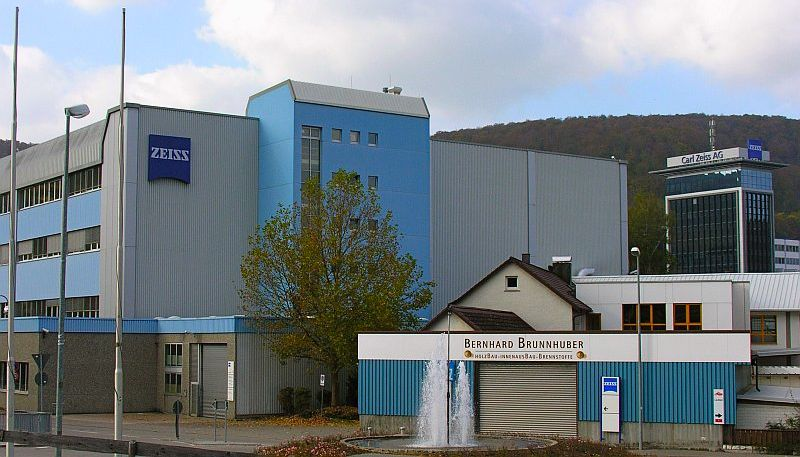
カール・ツァイス

カール・ツァイスは約 4,000人分の職場を有する本市最大の雇用主である。この企業は、オーバーコッヘンではもっぱら民生用の光学コンポーネントを製造している。かつての光電子工学分野の支社は2012年からはカシディアンに属している。望遠鏡や人工衛星用の大きな鏡もここで造られている。市南部の新しい工場施設で、カール・ツァイス SMT GmbH（セミコンダクター・マニュファクチュアリング・テクノロジー）は、半導体製造のための工学システムを製造している。2013年4月からカール・ツァイス・メディテックもここにある。カール・ツァイス通りにあるツァイス社が運営している光学博物館はこの街の見所である。ここでは中世の眼鏡から最新機器まで様々な光学機器を見ることができる。
この他にこの街には多くの器具製造業者がある。例えば、木工分野のライツ社やその子会社で金属加工用工具のスペシャリストの LMT などである。
労働力のある市民のための職場を数多く有しているオーバーコッヘンは、ここへ通う通勤客の多い街でもある。

### 官庁
オーバーコッヘンにはドイツ連邦軍ウルム装備検査場 (Güteprüfstelle) がある。

### 教育施設
自然科学ギムナジウムのエルンスト＝アッベ＝ギムナジウムには、分子生物学センターもあり、アビトゥーアを取得することができる。この他に基礎課程・本課程学校のドライセンタールシューレ、基礎課程学校のティールシュタインシューレ、養護学校のゾンネンベルクシューレがある。
さらに市立幼稚園3園とローマ＝カトリック教会が運営する幼稚園1園がある。

### レジャー・スポーツ施設
- レジャープール「アクアフィット」
- カール・ツァイス・シュターディオン（天然芝 2面、人工芝 1面）
- 体育館 3館、体育・祝祭ホール 1館
- ミニゴルフ場（ハイデ市区）
- テニスコート
- フォルクマールスベルクのスキーリフト

## 文化と見所

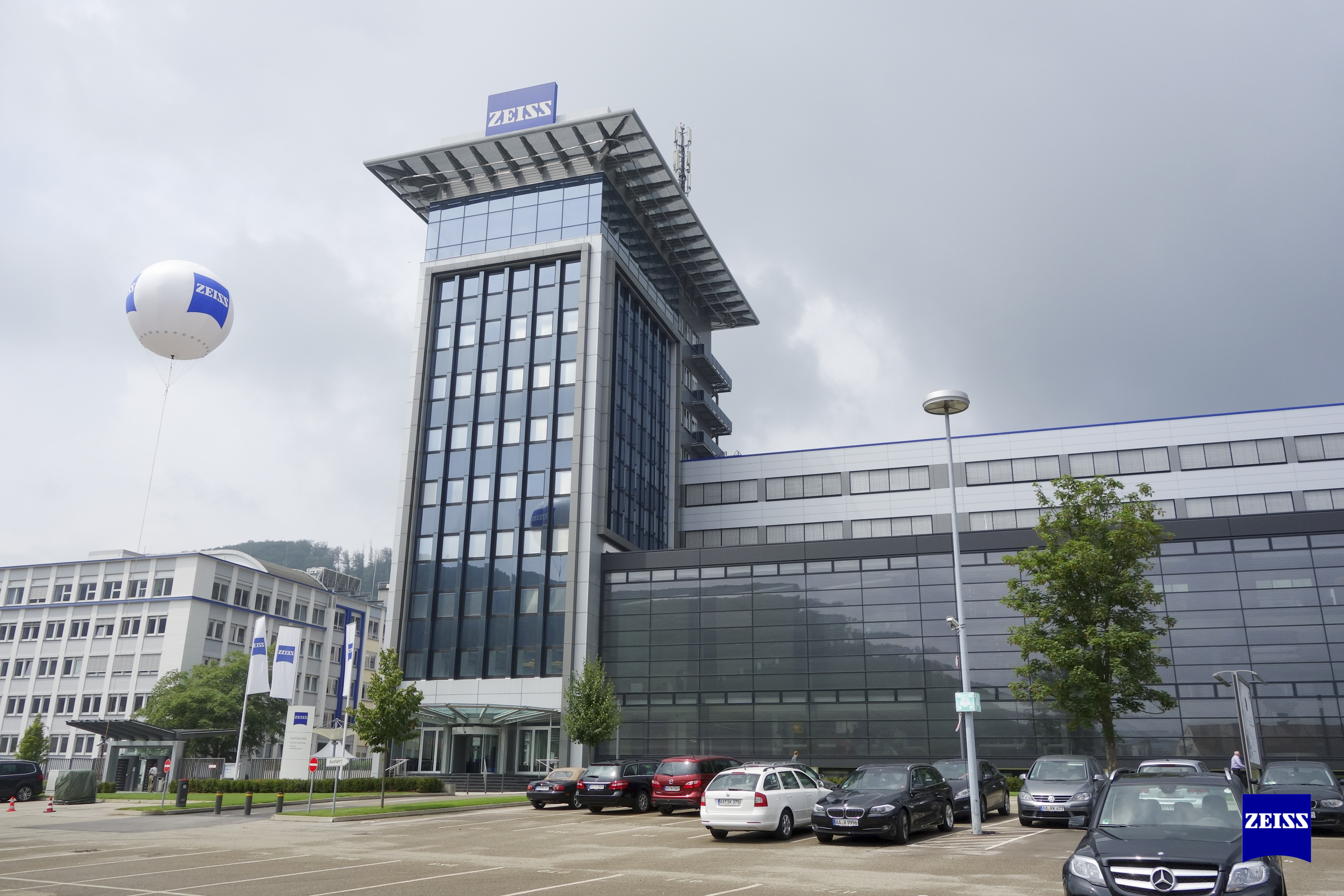
カール・ツァイス光学博物館

### 博物館
- カール・ツァイスの光学博物館と展示センター[13]
- シラーハウスの郷土博物館[14]
- 見学用水車シェーラーミューレ[15]

### 自然保護地域

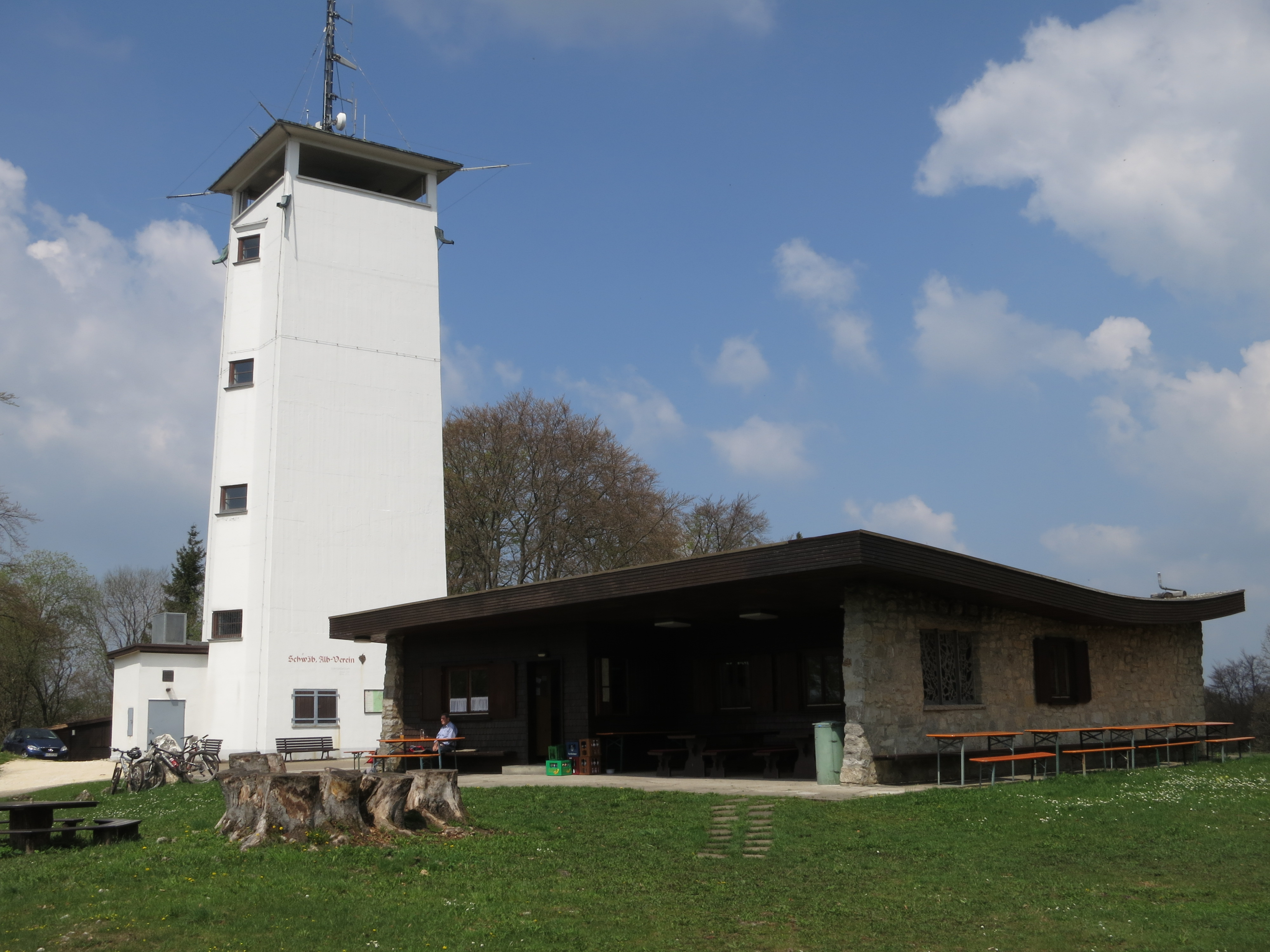
フォルクマールスベルク塔

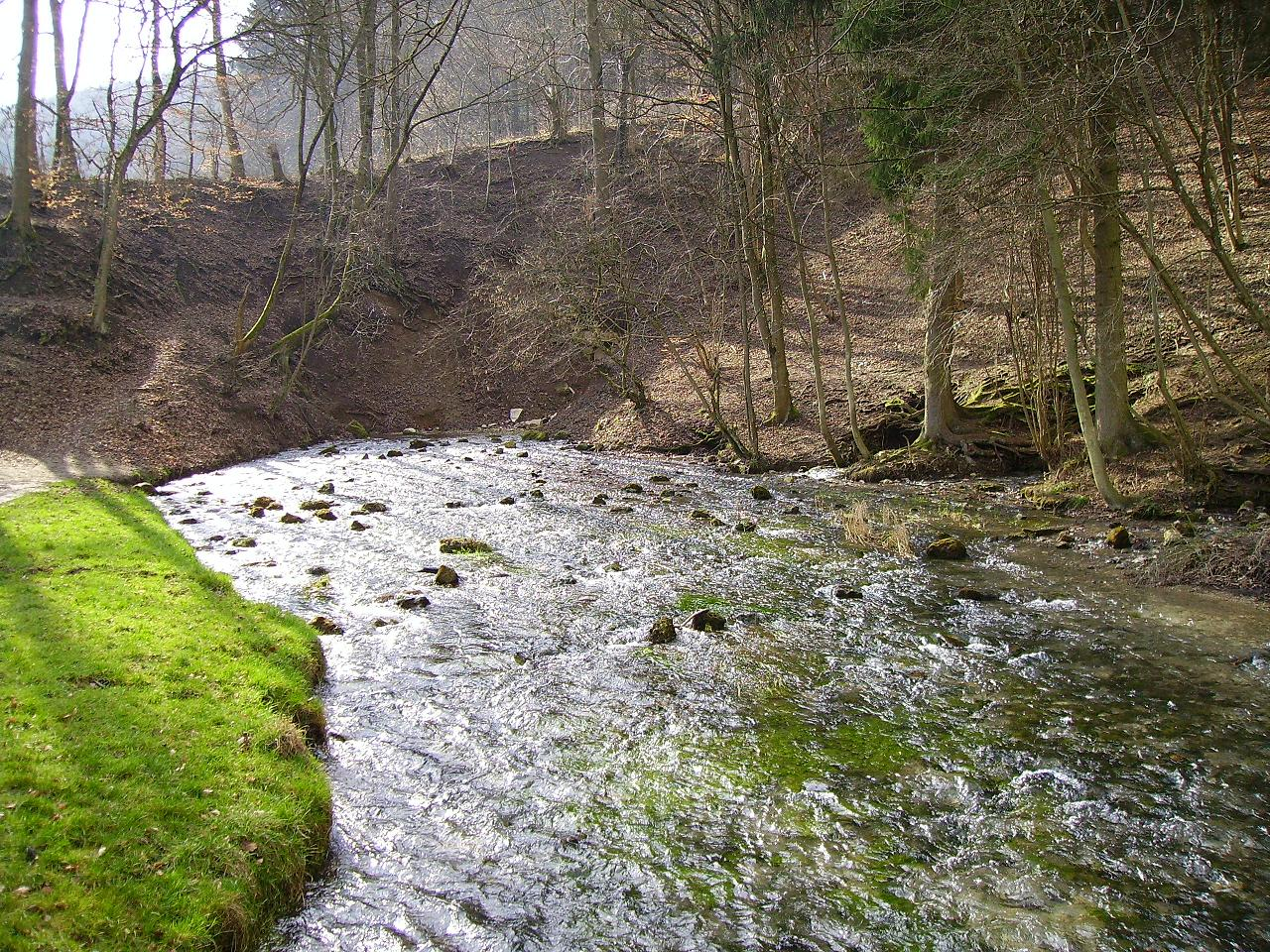
コッハー川水源

- 展望台があるフォルクマールベルク自然保護地域 
 高さ 743 m のフォルクマールスベルクはオーバーコッヘンの「故郷の山」である。広い荒れ地の真ん中にシュヴェービッシュ・アルプの展望塔であるフォルクマールスベルク塔がある。ここからは、シュヴェービッシュ・アルプの山並みのすばらしい眺望が得られる。遊歩道や週末に営業するクラブハウスが谷を縁取っている。フォルクマールスベルクの谷をはさんだ向かい側にはロートシュタイン (695 m)、メルツェンブッケル、ティールシュタイン（ハイデ市区）といった魅力的な展望台がある。
- オーバーコッヘン＝ケーニヒスブロン・カルスト水源の小径 
 オーバーコッヘンとケーニヒスブロンとの間に、特別な標識が整備された遊歩道がある。このカルスト水源の小径は、ブレンツ川およびコッハー川の谷の重要な湧水地15か所を、ヨーロッパ分水帯を跨いで結んでいる。
- シュヴァルツァー・コッハー川の水源 
 途切れることなく深い刻み目を山の斜面に刻んで、数多くの水源が市の南、ブレンツ川源流域の谷のアルブーフ側から湧出している。このコッハー水源は平均毎秒 680リットルの湧出量があり、オーバーコッヘンの数あるカルスト水源中最大のものである。1551年から1634年までの間、ここにはヴュルテンベルク公の鉄精錬所があった。三十年戦争で破壊される前にはスラグの洗鉱が行われており、川床に黒いスラグの跡が残ったことからコッハー川の水源はシュヴァルツァー・コッハー川（黒コッハー川）と呼ばれるようになった。シュヴァルツァー・コッハー川が注ぐヴァイサー・コッハー川（白コッハー川）の水源は、ウンターコッヘンの北東約 7 km（直線距離）に位置している。

### 建築物と遺跡

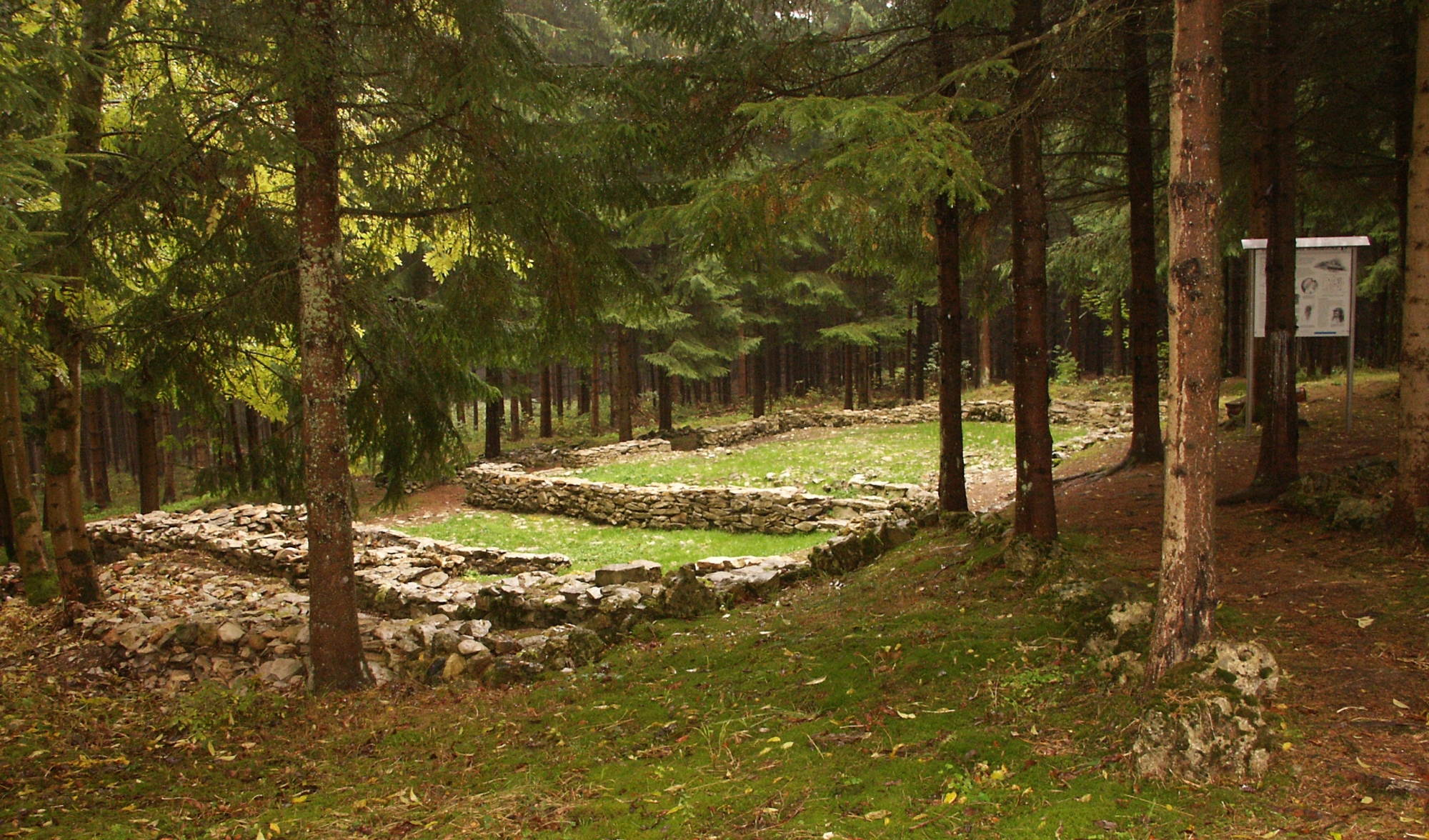
ビルツハウス

- ローマ城砦 
 1970年代初め、地元のギムナジウムの学生が専門家の指導を受けながらオーバーコッヘンの北にある遊歩道の駐車場でローマ時代の荘園領主館（ヴィラ・ルスティカ（ドイツ語版、英語版））の基礎壁を発掘した。
- ビルツハウス 
 オーバーコッヘンの西約 2.5 km に入植地「ビルツ」が14世紀から存在していた。この入植地は17世紀に放棄されたが、主館は1830年まで利用されていた。その基礎部分は1989年からオーバーコッヘン郷土協会、学生、Internationale Jugendgemeinschaftsdienste (ijgd) の会員によって発掘された。
- カトリックの聖ペーター・ウント・パウル教区教会（1900年）

### 年中行事
- 毎年開催され文化イベントのあるシュタットフェスト（市祭）、パーリオ＝車レース、国際的な美食が楽しめるシュトラーセンフェルト（街道祭）
- 消防団主催のハイデフェスト
- 国際ジャズライツ[16]

### クラブ
- シュヴェービッシェ・アルプ協会のオーバーコッヘングループは、1999年にアイヒェンドルフ＝メダルを授与された[17]。

## 人物

### ゆかりの人物
- レイモンド・ウィルソン（1828年 - ）物理学者。オーバーコッヘンのカール・ツァイスで望遠鏡の設計に携わった。